# Granat R-42 Sidolówka

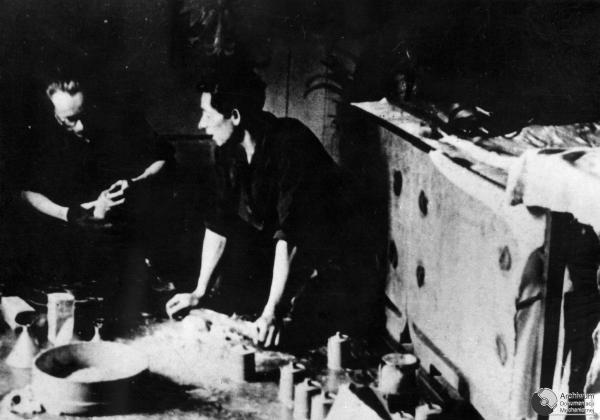
Konspiracyjna wytwórnia granatów R-42 we Lwowie

Granat R-42 (Sidolówka) – polski ręczny granat zaczepny produkowany w warunkach konspiracyjnych przez wytwórnie Armii Krajowej.

## Historia
Ręczny granat zaczepny Sidolówka został skonstruowany w 1942 roku przez Władysława Pankowskiego ps. „Władysław” – pirotechnika pracującego przed wybuchem II wojny światowej w Wytwórni amunicji nr 1 w forcie Bema w Warszawie. Granat oznaczono jako R-42, lecz przyjęła się nazwa Sidolówka od kształtu korpusu podobnego do puszki od „Sidolu” (popularny przed wojną środek do czyszczenia okuć i wyrobów chromowanych oraz mosiężnych).  
Granat ten był produkowany od drugiej połowy 1942 roku. Początkowo w Warszawie, a później także w Krakowie i we Lwowie. Nie można wykluczyć, że granaty te były także produkowane w Lublinie. Zapalnik granatu skonstruował w 1942 Władysław Pankowski. Zastępcą szefa Produkcji Konspiracyjnej do spraw granatów ręcznych (głównie „Sidolówek”) był inż. Stefan Dąbrowski ps. „Stanisław”, a organizatorem i szefem zespołu produkcji spłonek pobudzających do tego granatu  działającego w Rembertowie i Warszawie od marca 1943 do lipca 1944 (w tym okresie wyprodukowano 200 291 sztuk spłonek) był kpr. pchor. Kazimierz Pułaczewski ps. „Skiba”. W okresie powstania produkcja granatów „Sidolówka” napełnianych trotylem była prowadzona pod kierunkiem inż. Józefa Michałowskiego ps. „Trzaska” w gmachu sądów na ul. Ogrodowej w Warszawie. 
Łącznie wyprodukowano ponad 350 000 sztuk tego granatu.

## Opis konstrukcji
Granat Sidolówka był ręcznym granatem zaczepnym. Korpus stanowiła metalowa puszka, przypominająca puszkę do płynu „Sidol” do czyszczenia metalu. Miał on średnicę 55 mm i wysokość 150-165 mm. Wybuch powodował zapalnik tarciowy P-42 o czasie zwłoki 4,5 s.
|                   | j.m  | parametr |
| ----------------- | ---- | -------- |
| Czas opóźnienia   | sek. | 4–4,5    |
| Zasięg            | m    | >10      |
| Masa całkowita    | kg   | 0,31     |
| Ładunek wybuchowy | kg   | 0,15     |
| Wysokość płaszcza | mm   | 150–165  |
| Średnica płaszcza | mm   | 55       |